# Авдеева, Елена Осиповна
Елена Осиповна Авдеева (19 июля 1968, Череповец — 29 августа 2023) — российский политик, член Совета Федерации (2019—2023).
Из-за вторжения России на Украину, находилась под международными санкциями стран Евросоюза, США, Великобритании и других стран.

## Биография
В 1992 году окончила Санкт-Петербургский государственный университет экономики и финансов.
С 1987 года работала в налоговой инспекции Череповецкого района, занимая к 1997 году должность заместителя начальника отдела налогообложения граждан. В 1997—1999 годах являлась заместителем начальника отдела налогообложения доходов физических лиц государственной налоговой инспекции по г. Череповцу, затем до 2005 года — заместитель руководителя инспекции Федеральной налоговой службы России по Череповцу. В 2005 году назначена заместителем генерального директора ООО «Центральная консультационная служба по налогам Вологодской области» Юрия Кузина, в 2006—2012 годах возглавляла в Череповце управление городской экономики и торговли (мэром города в этот период был Олег Кувшинников), затем до 2017 года курировала социальные вопросы в должности заместителя мэра Череповца Юрия Кузина.
14 сентября 2017 года Елена Авдеева назначена мэром Череповца (прошла конкурсный отбор на замещение вакансии сити-менеджера), а 19 сентября 2019 года переизбранный губернатором Вологодской области Олег Кувшинников наделил её полномочиями представителя исполнительного органа государственной власти региона в Совете Федерации.
Умерла 29 августа 2023 года на 56-м году жизни после продолжительной болезни. Похоронена в Мяксе.

## Санкции
23 марта 2022 года, на фоне вторжения России на Украину, внесена в санкционный список Канады «соратников режима» за содействие в нарушения суверенитета и территориальной целостности Украины.
30 сентября 2022 года внесена санкционный список Соединённых Штатов Америки «за аннексию Путиным регионов Украины» и одобрения закона о фейках.
16 декабря 2022 года включена в санкционный список Евросоюза, так как «поддерживала и реализовывала действия и политику, которые подрывают территориальную целостность, суверенитет и независимость Украины и ещё больше дестабилизируют Украину».
По аналогичным причинам находилась в санкционных списках Великобритании, Швейцарии, Украины и Новой Зеландии.

## Награды
- Медаль ордена «За заслуги перед Отечеством» II степени (6 июня 2023) — за вклад в развитие парламентаризма, активную законотворческую деятельность и многолетнюю добросовестную работу[15]